# Hedy
Hedy, op. 43, és una òpera en quatre actes composta el 1894 per Zdeněk Fibich sobre un llibret en txec d'Anežka Schulzová, basat en el Don Juan de Lord Byron. Es va estrenar el 12 de febrer de 1896 al Teatre Nacional de Praga.